# Мсцишевский (герб)
Мсцишевский (пол. Mściszewski, Sas Pruski) — польский дворянский герб.

## Описание
В голубом поле опрокинутый полумесяц, сопровождаемый двумя шестиконечными звёздами и снизу стрелой.
Нашлемник: три павлиньих пера. Намет на щите голубой подложенный серебром.

## Герб используют
9 родов
Bronk, Bronken, Grabkowski, Marczyński, Mszanecki, Mszaniecki, Mściszewski, Tesmer, Teszmar